# Candelabrum japonense
Candelabrum japonense är en svampart som beskrevs av Tubaki 1957. Candelabrum japonense ingår i släktet Candelabrum, divisionen sporsäcksvampar och riket svampar.   Inga underarter finns listade i Catalogue of Life.